# Liste der Kantonsstrassen im Kanton Aargau

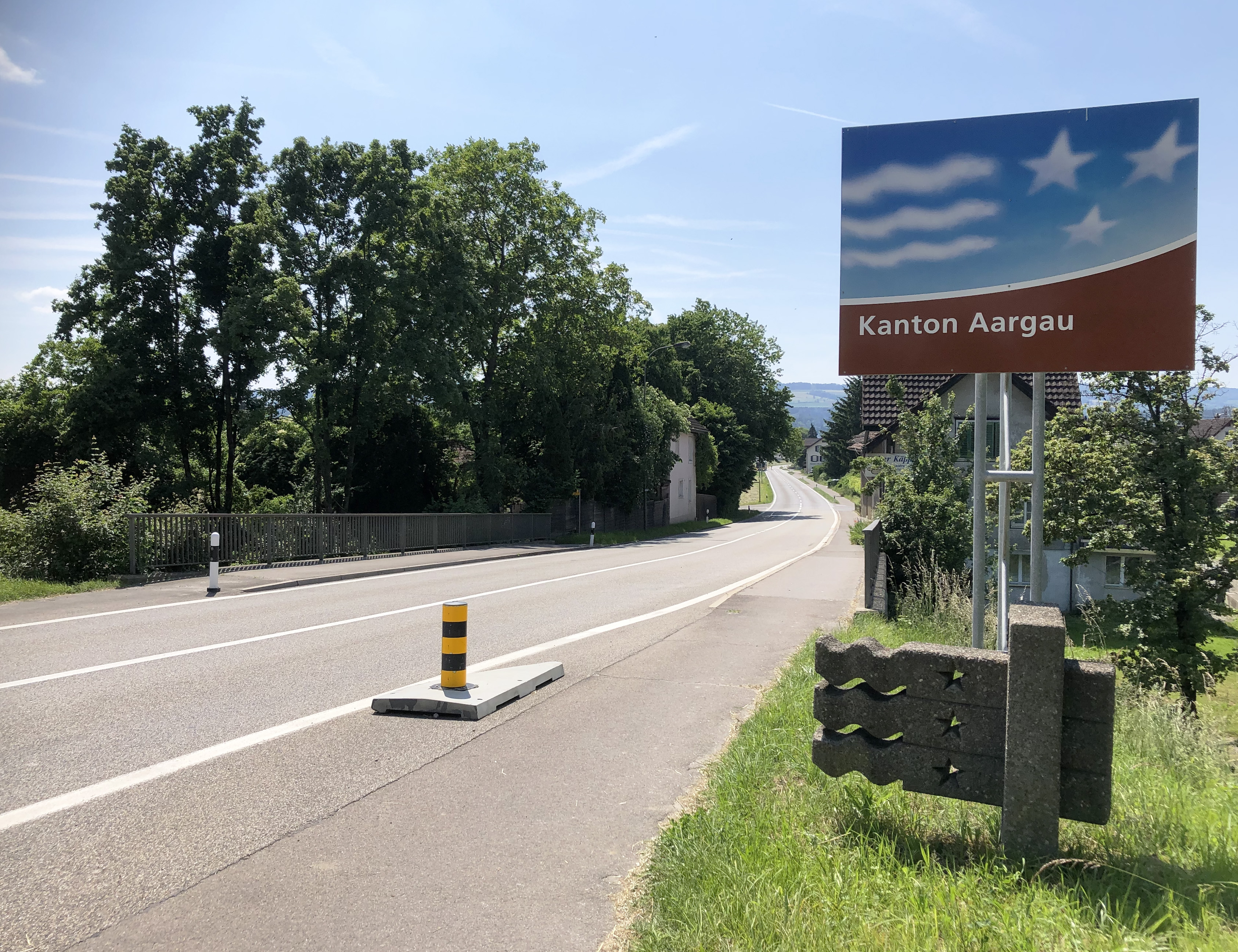
Kantonsstrasse K353 bei Merenschwand

Diese Liste führt alle Kantonsstrassen im Schweizer Kanton Aargau auf.

## Grundlagen
Das historisch gewachsene Strassennetz des Kantons Aargau erschliesst dessen Gebiet im Schweizer Mittelland und im östlichen Jura. Neben nationalen, vom Bund unterhaltenen Durchgangsstrassen (Nationalstrassen A1 mit Zubringer Aarau-Rupperswil, A2, A3), die als übergeordnete Hochleistungsstrassen ausgebaut sind und teilweise sogar zu internationalen Verkehrskorridoren gehören, bestehen zwischen den Siedlungsgebieten und Regionen innerhalb des Kantons und von den Nachbarkantonen Zürich, Zug, Luzern, Bern, Solothurn und Baselland sowie dem deutschen Bundesland Baden-Württemberg zahlreiche Strassen unterschiedlicher Kategorien.

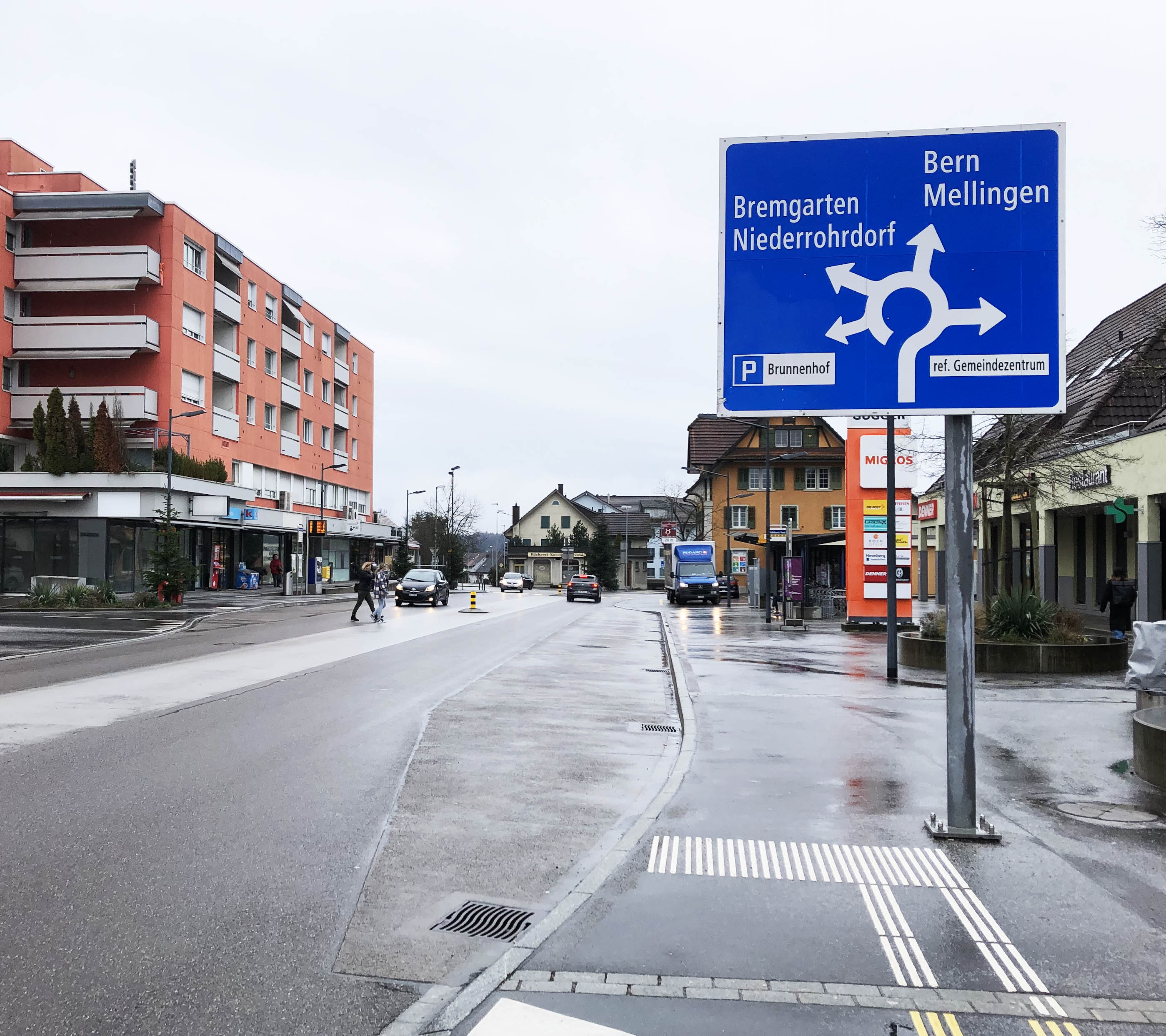
Hinweistafel vor der Kreuzung K268/K411 in Fislisbach

Das offizielle Netz der Kantonsstrassen beruht auf der 2016 vom Grossen Rat des Kantons Aargau beschlossenen «Strategie mobilitätAARGAU». Es ist gemäss dem vom Grossen Rat verabschiedeten Strassengesetz vom 15. Juni 2021 in vier Kategorien gegliedert, wovon die ersten beiden Klassen das übergeordnete kantonale Strassennetz und die dritte und vierte Klasse das untergeordnete Strassennetz betreffen. Die Aargauer Kantonsstrassen haben zusammengezählt (Stand 2021) eine Gesamtlänge von 1150 Kilometern.
Die durch den Kanton Aargau führenden, vom Bundesrat festgelegten Hauptstrassen der Schweiz sind prioritär im Netz der Kantonsstrassen enthalten. Sie sind in der Regel in verschiedene, separat nummerierte Kantonsstrassenabschnitte unterteilt; so ist die Aargauer Teilstrecke der Hauptstrasse 1 aus den Kantonsstrassen K101, K235, K247, K123 und K127 zusammengesetzt. Andererseits folgen einige Kantonsstrassen nacheinander unterschiedlichen schweizerischen Hauptstrassen. Auf gewissen Strecken fallen ausserdem verschiedene übergeordnete Hauptstrassen zusammen; so ist die Zürcherstrasse (K292) bei Rheinfelden gleichzeitig ein Teil der Hauptstrasse 3, der Hauptstrasse 7 und der Hauptstrasse 275. Drei Strecken sind als Autostrassen ausgebaut: Nordumfahrung Bad Zurzach (K131 und Hauptstrasse 7), Lupfig–Windisch (K118 und Hauptstrasse 296), Umfahrung Oberwil-Lieli (K263).
Gestützt auf das Strassengesetz von 2021 erliess der Regierungsrat des Kantons Aargau am 10. November 2021 die Kantonsstrassenverordnung (KSV), die auf den 1. Januar 2022 in Kraft trat und Planung, Bau und Unterhalt der Strassen regelt. Um neuen Verkehrsverhältnissen Rechnung zu tragen, beschliesst der Grosse Rat fallweise Neubauten, Strassenverlegungen und Umbauten sowie die Auf- oder Abklassierung einzelner Strassen. So wurden zum Beispiel im Jahr 2021 die neu gebaute Südwestumfahrung von Brugg als Kantonsstrasse (K128) neu in den Katalog aufgenommen und im Jahr 2022 nach der Inbetriebnahme der neuen Reussbrücke und der Umfahrungsstrasse von Mellingen (K268) die alte Strasse im Stadtzentrum mit der historischen Reussbrücke durch einen Grossratsbeschluss zur Gemeindestrasse herabgestuft. Seit 1989 ist die Nordumfahrung (K131) und seit dem 5. Juni 2023 die Ostumfahrung (K286) bei Bad Zurzach in Betrieb. Im Richtplan des Kantons Aargau, Kapitel M 2.2., sind allenfalls mögliche künftige Ausbauprojekte aufgeführt.

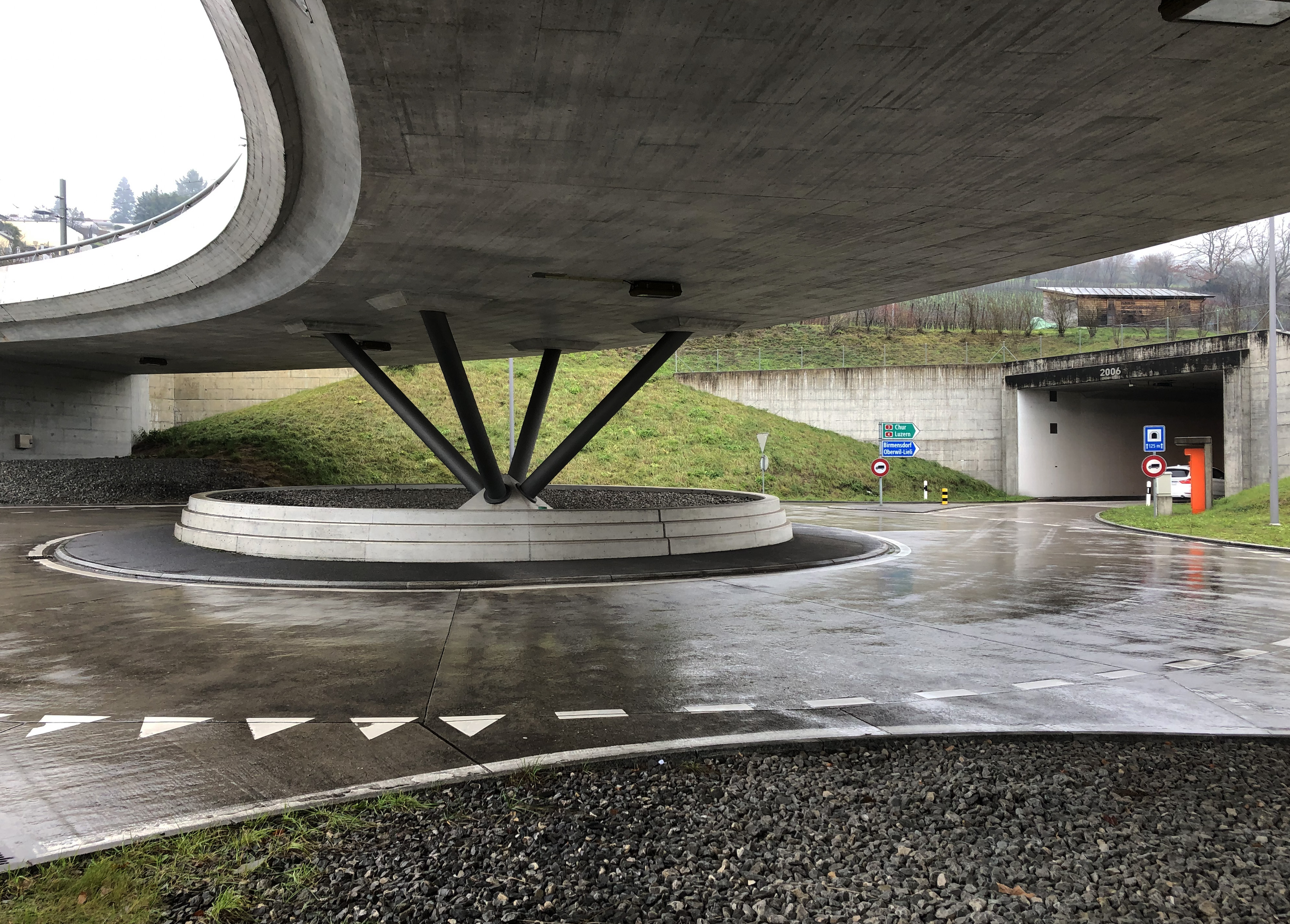
Kreisel Hauptstrasse 1/Sädelstrasse (K127/K263) mit Strassen- und Bahnbrücke und Tunnel Zufikon

In der Schweiz sind die Kantone für den Unterhalt der Hauptstrassen zuständig. Für diese Aufgabe ist das Gebiet des Kantons Aargau in vier Sektoren unterteilt. Weil die Verkehrsgeographie des Kantonsgebiets durch ausgedehnte Gebirgszonen und eine wichtige Flusslandschaft mit Abschnitten der Aare, der Reuss, der Limmat, des Rheins und anderer Flüsse geprägt ist und zudem bedeutende Eisenbahnstrecken umfasst, waren beim Strassenbau seit jeher viele Kunstbauten wie Brücken, Rampen, Über- und Unterführungen sowie Passstrassen nötig. Viele der früher häufigen Niveauübergänge mit Bahnstrecken wurden später durch kreuzungsfreie Bauwerke ersetzt und einige ursprünglich auf Kantonsstrassen errichtete Strassenbahnen wie etwa die Wynental- und Suhrentalbahnen auf eigene Trassen verlegt.
Von neun Strassenbrücken, die auf der Aargauer Flussstrecke über den Rhein nach Deutschland führen, sind nur fünf als Abschnitte von Kantonsstrassen eingestuft. 1979 übernahm die Fridolinsbrücke statt der alten Holzbrücke Stein-Bad Säckingen den grenzüberschreitenden Fahrzeugverkehr nach Baden-Württemberg; nach dem Bau der Hochrheinbrücke (K461) oberhalb von Laufenburg wurde die alte Laufenbrücke in der Stadt 2004 für den Verkehr gesperrt; und weil die neue Rheinfelder Brücke, deren Schweizer Seite zum Nationalstrassennetz gehört, 2006 den Durchgangsverkehr übernahm, trat der Kanton auch die alte Brücke in Rheinfelden 2012 der Gemeinde ab. Nur an wenigen Stellen gibt es an den Kantonsstrassen auch Tunnel so wie an mehreren neueren Umfahrungsstrassen und seit 1965 dem Schlossbergtunnel in Baden (Teil von K117). Der 1,2 Kilometer lange Tunnel der Nordumfahrung von Bad Zurzach (K131, Hauptstrasse 7) ist der längste auf Kantonsstrassen im Aargau.
Verkehrswege benötigen im Siedlungsraum, in der Kulturlandschaft und auch in Naturlandschaften grosse Flächen. 2017 beschloss die Kantonsregierung die «Strategie umweltAARGAU», um die Bundesgesetzgebung im Umweltschutz anzuwenden. Zu den dort festgelegten Zielen gehört auch ein möglichst geringer Verbrauch von Bodenflächen durch die Bautätigkeit. Beim Ausbau von Strassen verbessert der Kanton Aargau seit dem kantonalen Richtplan von 1996 unter anderem die Verhältnisse der festgelegten Wildtierkorridore. In der Nähe von Amphibienlaichgebieten werden Kleintierunterführungen eingerichtet.
Die «Strategie mobilitätAARGAU» verlangt unter anderem den Ausbau von Velowegen, wie sie im Kanton Aargau auf vielen Strecken neben den Kantonsstrassen bereits bestehen.

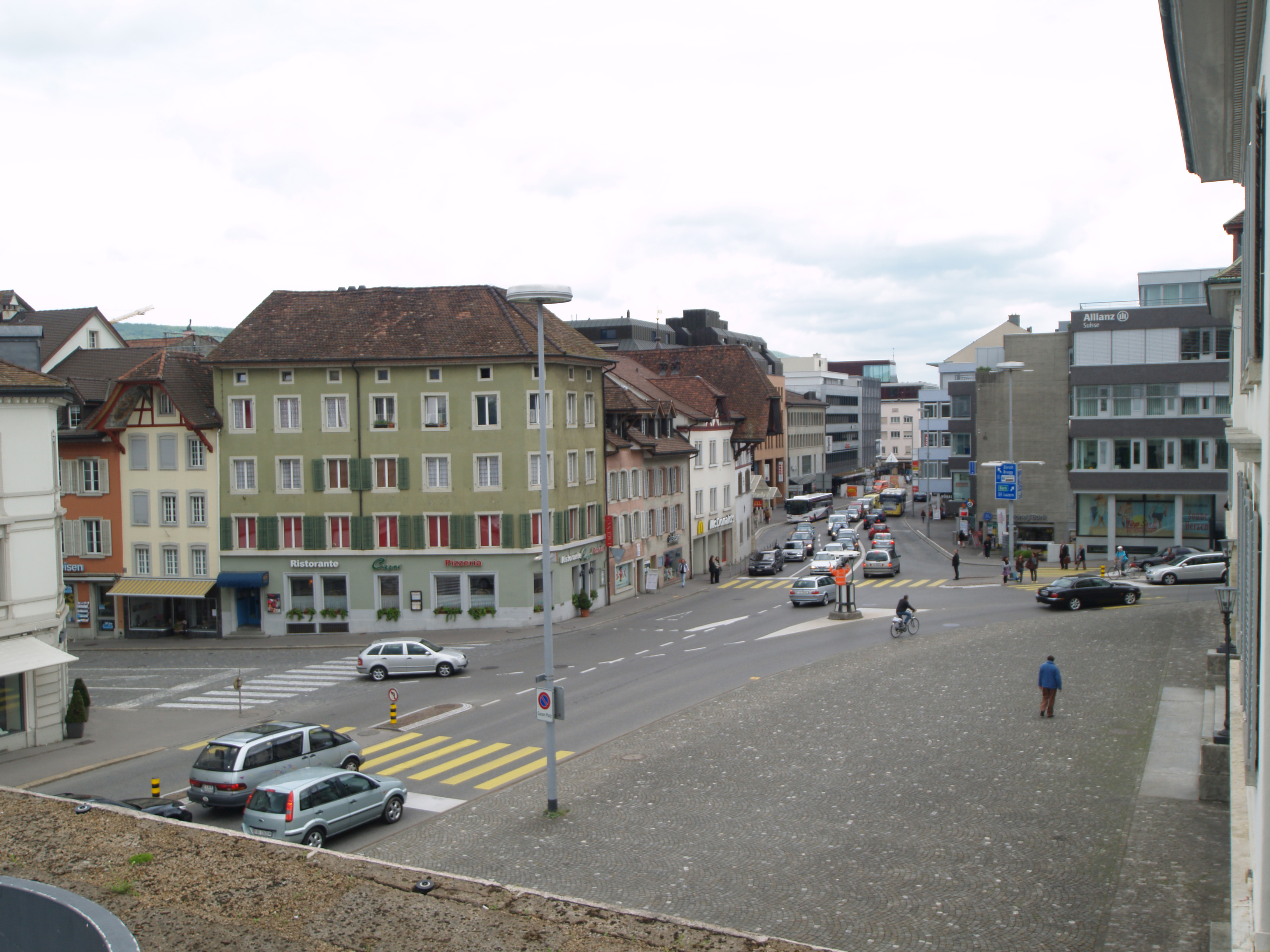
Aargauerplatz in Aarau (K108, K109, K110)
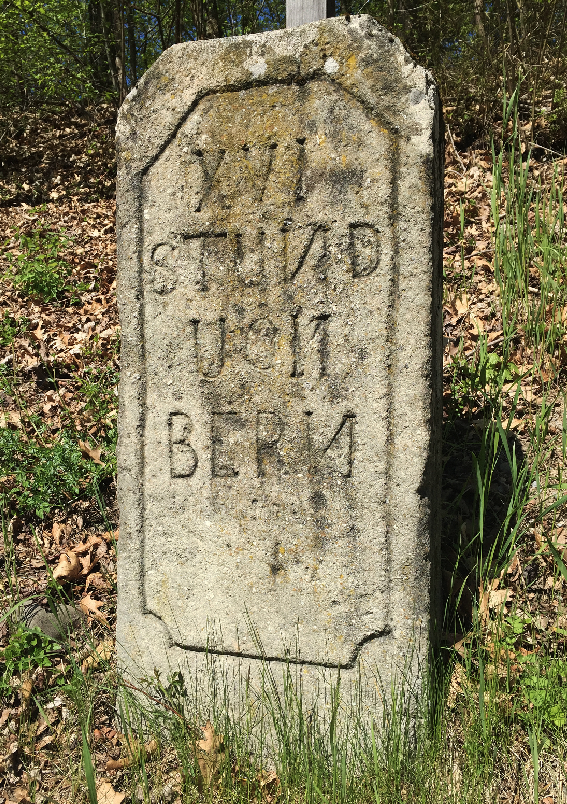
Alter bernischer Stundenstein an der historischen Landstrasse bei Lenzburg (K267)
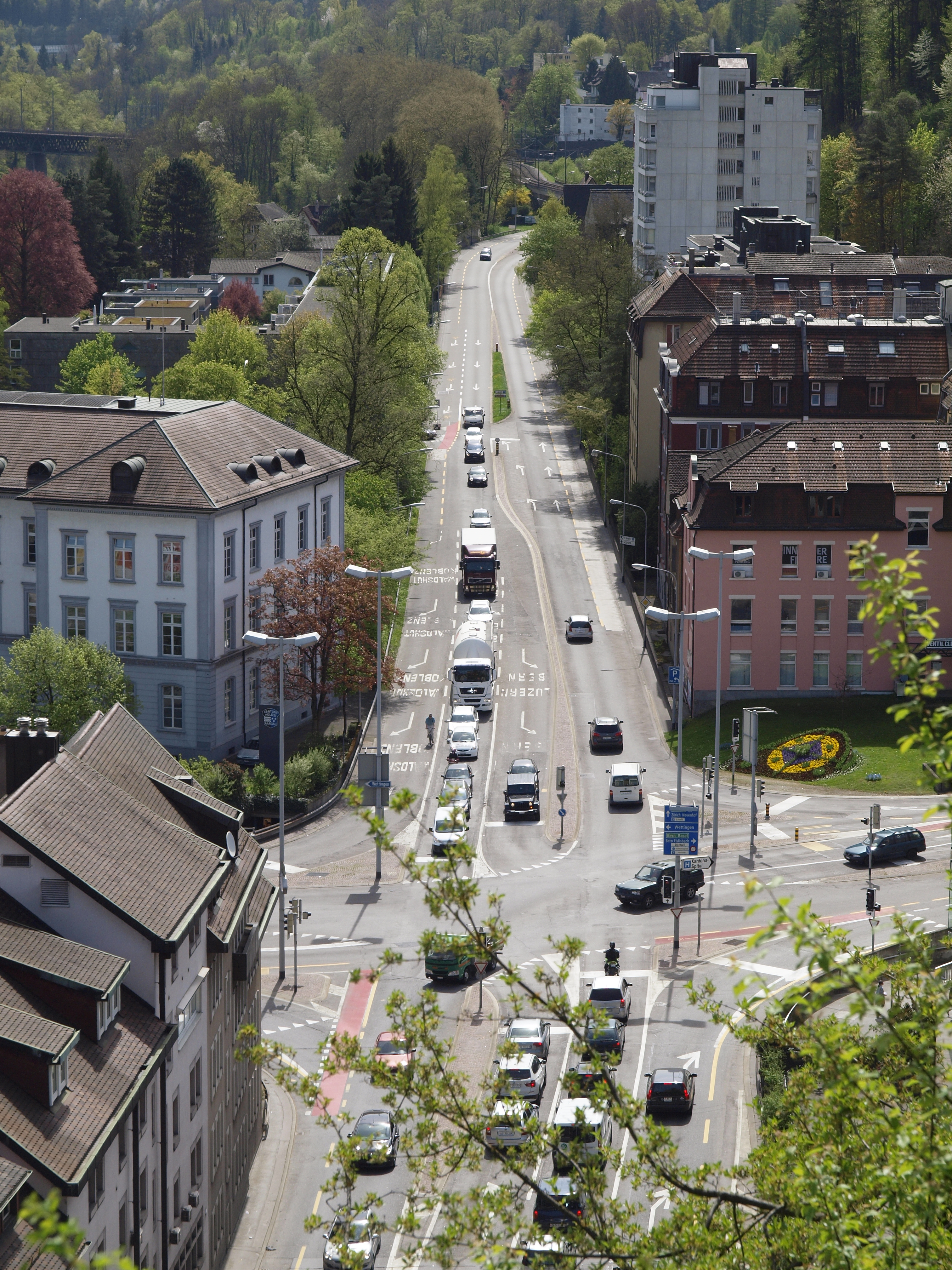
Schulhausplatz in Baden (K115, K117, K119, K268)
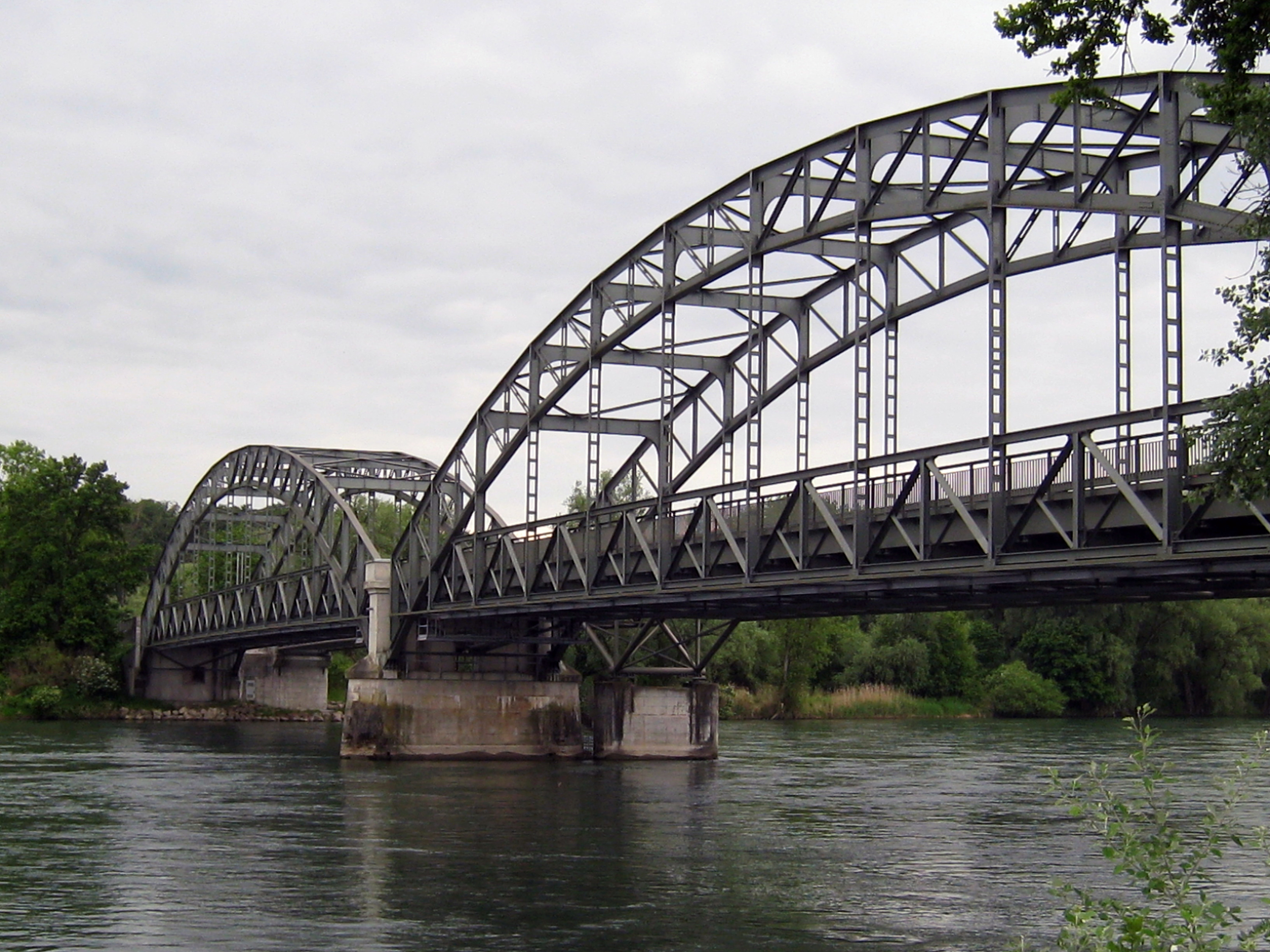
Aarebrücke bei Koblenz (K130)
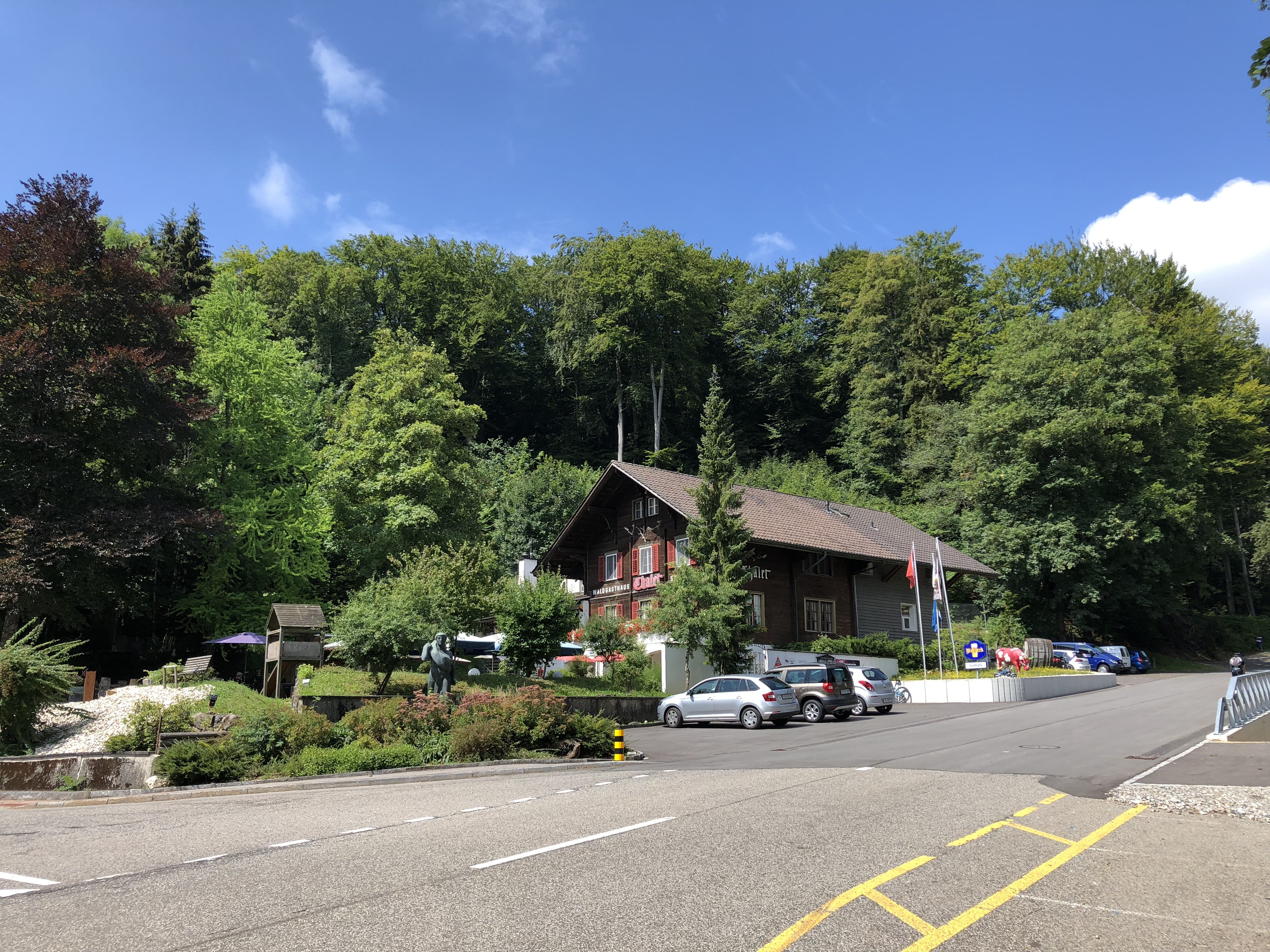
Salhöhe (K243)
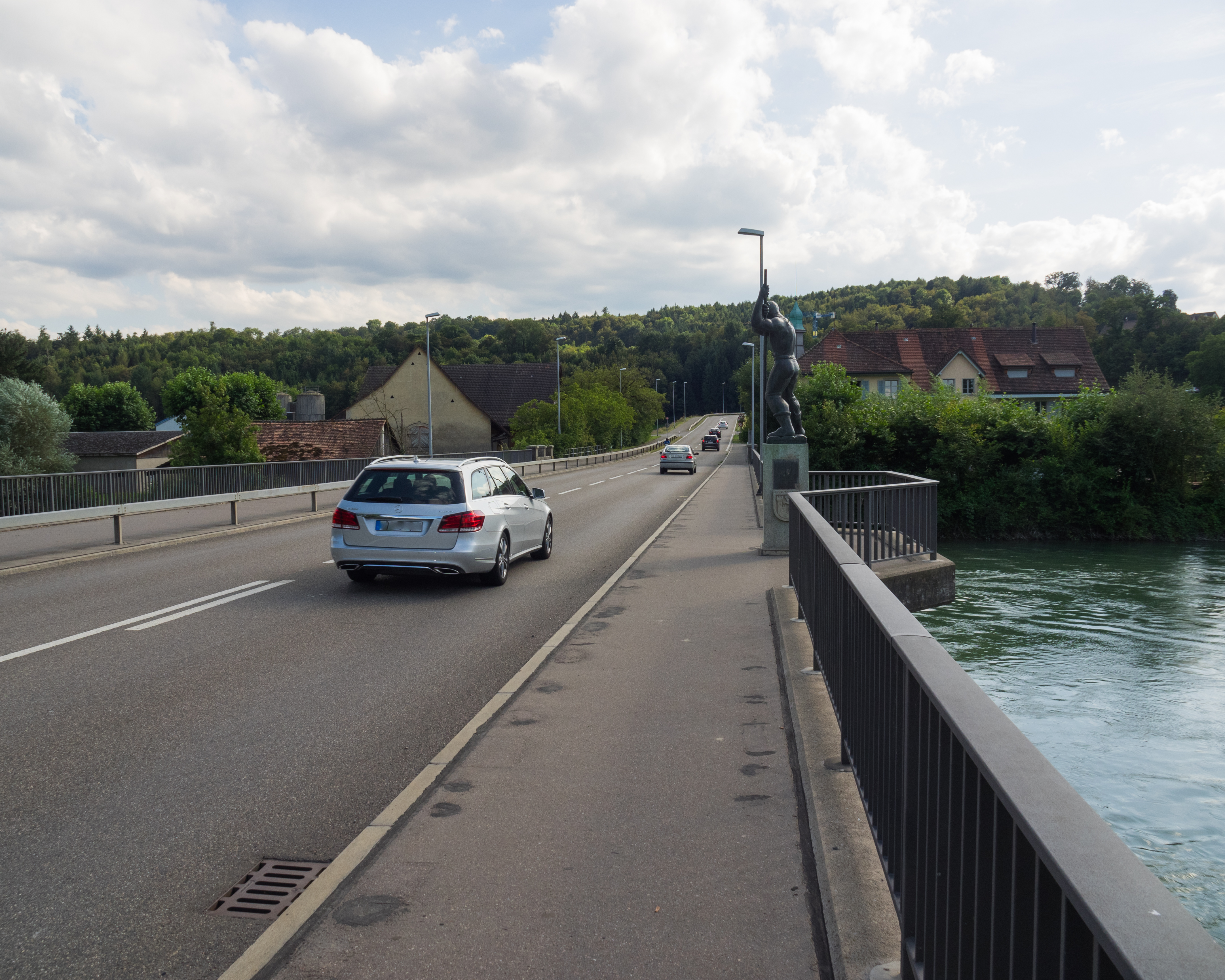
Zollbrücke über die Reuss zwischen Windisch und Gebenstorf (K117)
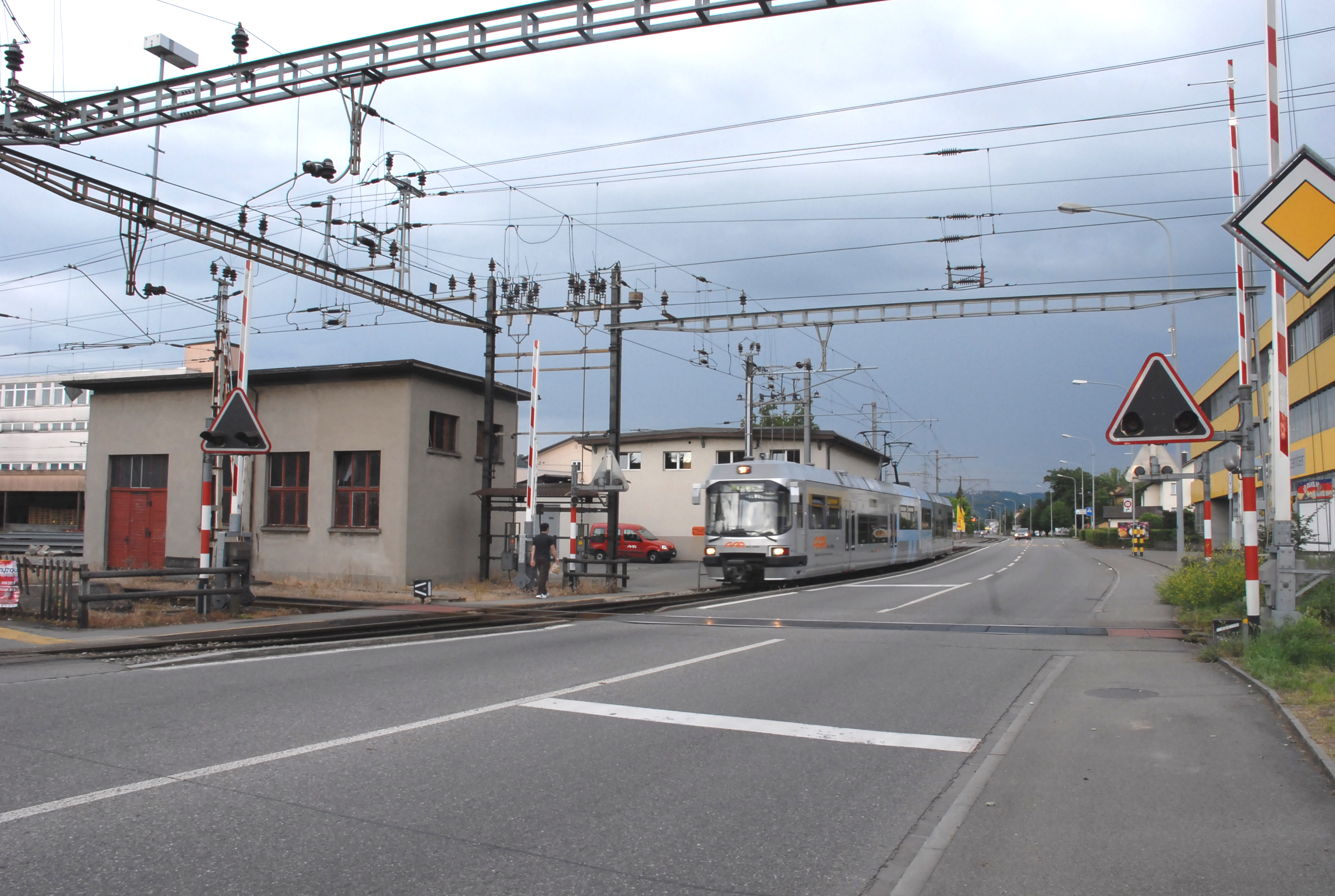
Bahnübergang in Suhr (K242)
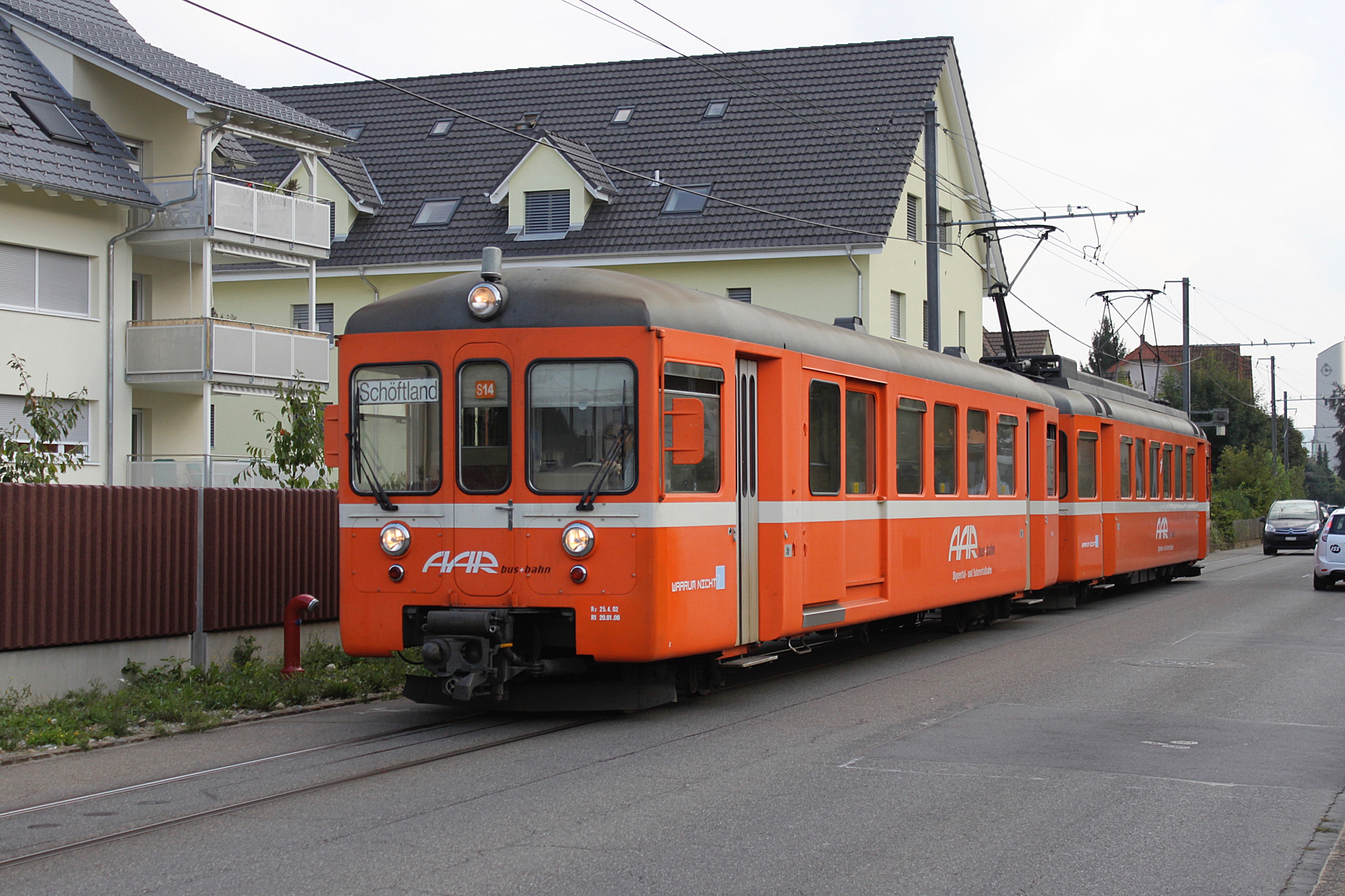
Ehemalige Bahnstrecke auf der Tramstrasse (K242, Hauptstrasse 23) in Suhr
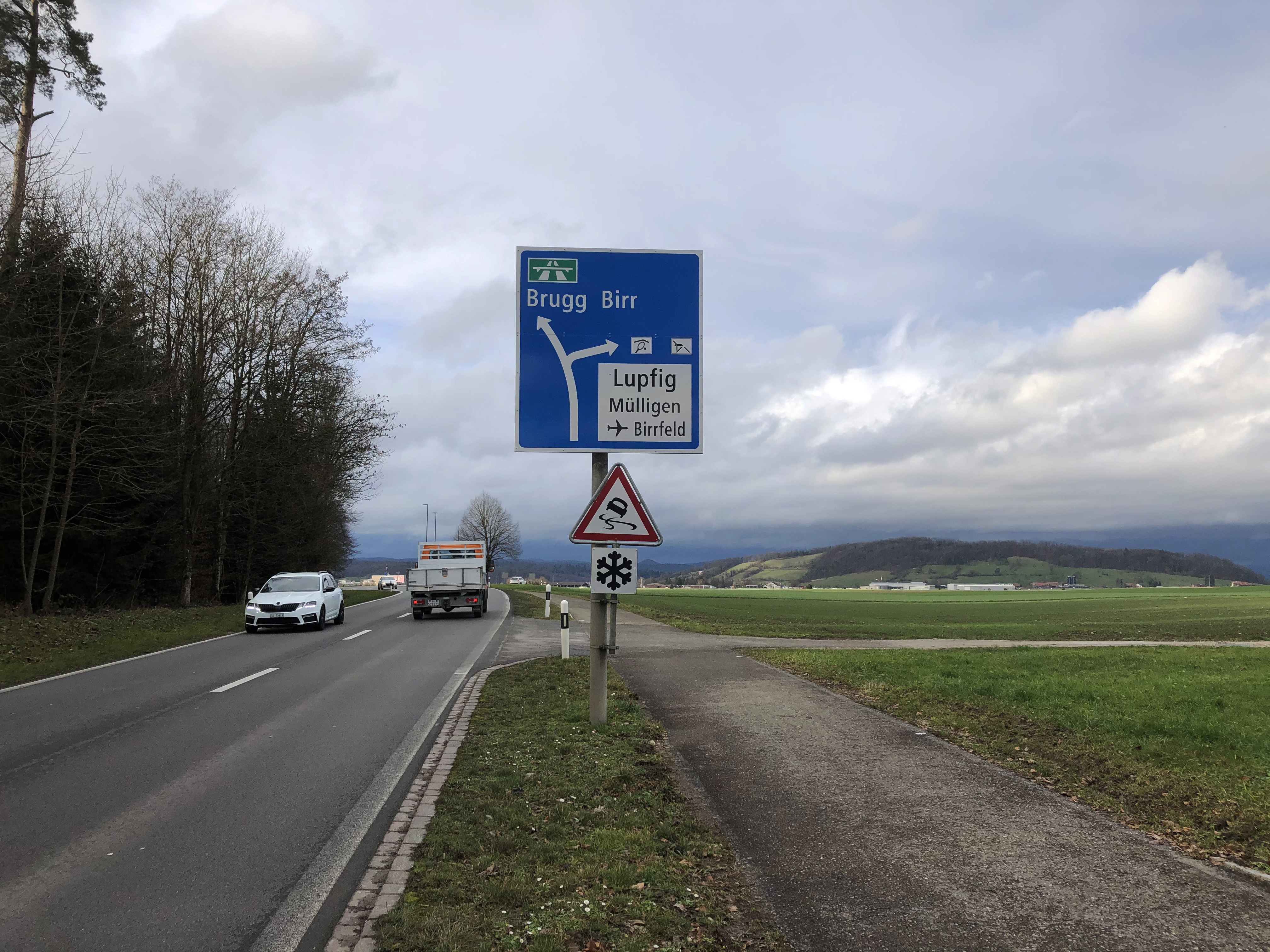
Hauptstrasse mit Veloweg im Birrfeld (K269)
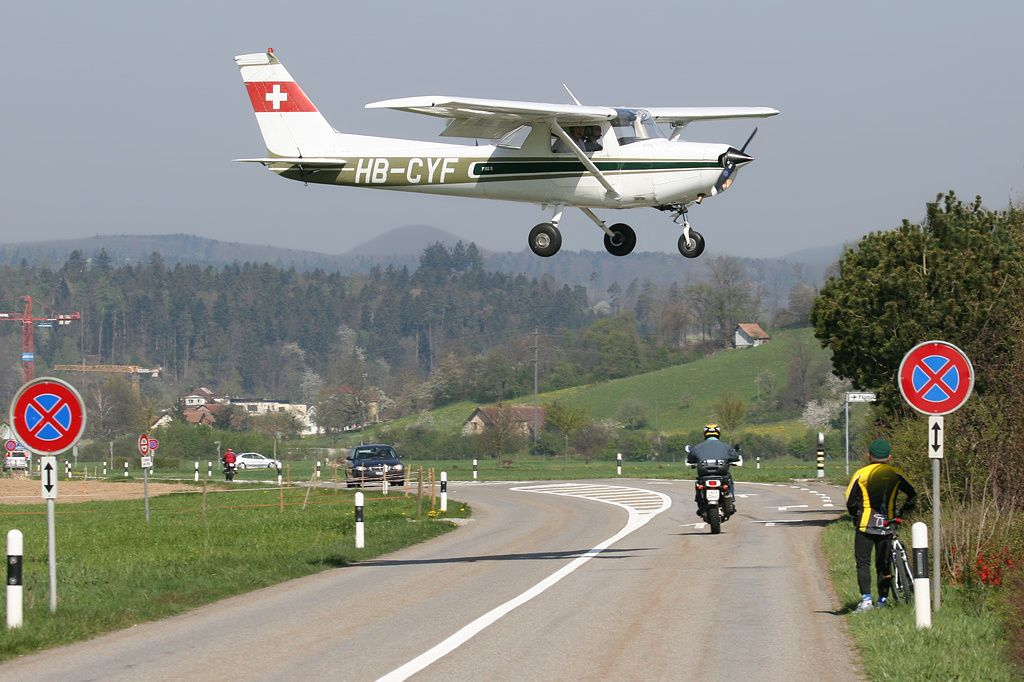
Kantonsstrasse 397 beim Flugplatz Birrfeld
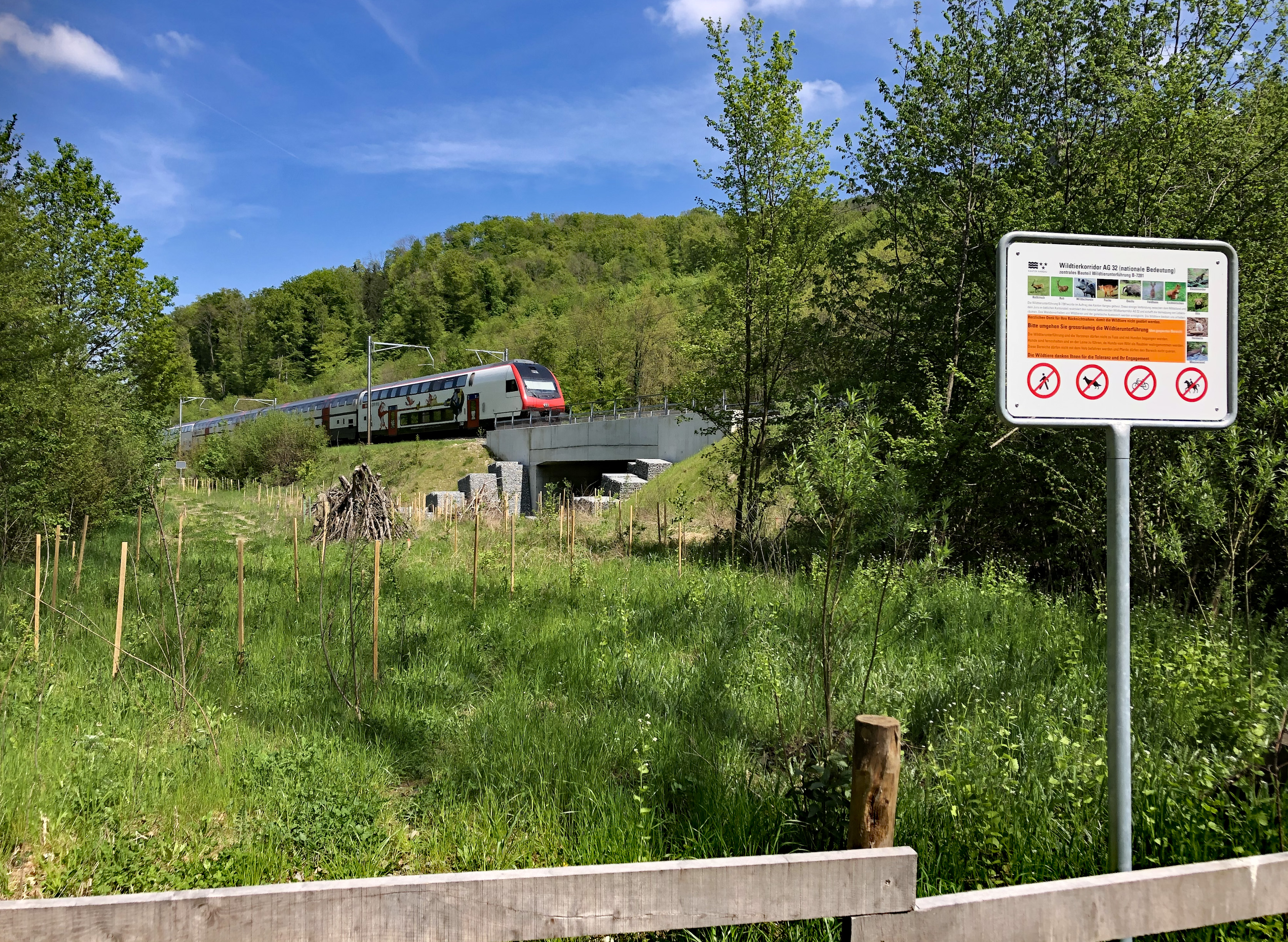
Wildtierunterführung bei Brugg unter der K112 und der Bahnstrecke Aarau-Brugg

## Kategorien
Die Kantonsstrassen sind gemäss dem Strassengesetz des Kantons Aargau in vier Klassen unterteilt:
- 1. Klasse: Hauptverkehrsstrassen (HVS), 444 km; verbinden Regionen, regionale Zentren und grosse Siedlungsgebiete; leiten den Transitverkehr durch das Kantonsgebiet und stellen die Anbindung an das Nationalstrassennetz (Hochleistungsstrassen) sicher; verbinden den Kanton Aargau mit den Nachbarkantonen (Zürich, Zug, Luzern, Bern, Solothurn, Basel-Landschaft);
- 2. Klasse: Regionalverbindungsstrassen (RVS), 196 km; verbinden Ortschaften und Siedlungsgebiete innerhalb von Regionen; sammeln den überregionalen Verkehr; verbinden Regionen überkantonal;
- 3. Klasse: Lokalverbindungsstrassen (LVS), 314 km; binden kleinere Ortschaften an das übergeordnete Strassennetz an; durchbinden Talschaften; übernehmen regionale öV-Linien;
- 4. Klasse: Lokalverbindungsstrassen reduziert (LVSred), 196 km; vorwiegend mit Bedeutung für den lokalen Verkehr.

Die verschiedenen Streckenabschnitte einzelner Kantonsstrassen fallen je nach Funktion im Strassennetz in unterschiedliche Klassen. So ist etwa die Kantonsstrasse 261 im östlichen Abschnitt von der Reussbrücke Ottenbach bis Muri als Hauptverkehrsstrasse und im westlichen Streckenabschnitt als Lokalverbindungsstrasse eingestuft.

## Strassen
| Nummer | Hauptstrasse | Kategorie      | Verlauf | Länge (km) |
| ------ | ------------ | -------------- | --- | ---------- |
| K101   | H1           | HVS            | ( Bern) Kantonsgrenze – Murgbrücke – Murgenthal – Rothrist –                                                                                                 | 8.1        |
| K103   | H2 · H283    | HVS            | Aarburg – Paradieslitunnel – Festungstunnel – Oltnerstrasse – Kantonsgrenze ( Solothurn)                                                                     | 4.2        |
| K104   | H2           | HVS            | Aarburg – Oftringen – Zofingen – Kantonsgrenze ( Luzern) | 7.4        |
| K107   | H24          | HVS            | – Frick – Staffelegg – Tunnel Horental – Aarebrücke Staffeleggzubringer – Aarau –                                                                            | 14.3       |
| K108   | H24          | HVS            | Aarau – – Schöftland – Kirchleerau – Kantonsgrenze ( Luzern)                                                                                                 | 16.6       |
| K109   | H5           | HVS            | Aarau – Kantonsgrenze ( Solothurn) | 1.4        |
| K110   | H5           | HVS            | Aarau – | 1.6        |
| K111   | 288          | HVS            | Hunzenschwil – | 0.9        |
| K112   | H5           | HVS            | Rupperswil – Brugg – Stadttunnel – Aarebrücke – Stilli – Aarebrücke – Würenlingen                                                                            | 17.5       |
| K113   | H5           | HVS            | Würenlingen – Klingnau – Koblenz – Landesgrenze ( Deutschland – )                                                                                            | 14.4       |
| K114   | 295          | HVS            | Würenlingen – Untersiggenthal – Goldwandtunnel – Ennetbaden                                                                                                  | 8.7        |
| K115   | 278          | HVS            | Baden – Hochbrücke | 0.4        |
| K116   | H3           | HVS            | Frick – Bözberg – Brugg | 14.1       |
| K117   | 296.1        | HVS            | Baden – Schlossbergtunnel – Turgi – Gebenstorf – Reussbrücke – Windisch – Brugg                                                                              | 9.6        |
| K118   | 280 296      | HVS            | Mägenwil – – Windisch | 8.2        |
| K119   | H3           | HVS            | Baden – Neuenhof – / | 2.4        |
| K120   | 297          | HVS            | / – Würenlos – Furttalstrasse – Kantonsgrenze ( Zürich) | 2.5        |
| K121   |              | HVS            | Limmatbrücke Kappelerhof – Obersiggenthal | 0.3        |
| K123   | H1 · H25     | HVS            | Lenzburg – Wohlen | 7.3        |
| K124   | H25          | HVS            | Wohlen – Muri – Tunnel «Letten» – Sins | 22.3       |
| K125   | 296          | HVS            | Sins – Dietwil – Kantonsgrenze ( Luzern) | 5.3        |
| K126   | H25          | HVS            | Sins – Reussbrücke (Zollweid-Brücke) – Kantonsgrenze ( Zug)                                                                                                  | 0.3        |
| K127   | H1           | HVS            | Wohlen – Bremgarten – Tunnel «Im Chessel» – Reussbrücke (Reussbrücke Struss) – Tunnel Badenerstrasse – Mutschellen – Rudolfstetten – Kantonsgrenze ( Zürich) | 13.2       |
| K128   |              | HVS            | Brugg – Windisch | 2.1        |
| K129   | H7           | HVS            | Eiken – Kaisten | 2.8        |
| K130   | H7           | RVS            | Kaisten – Laufenburg – Leibstadt – Koblenz | 19.6       |
| K131   | H7           | HVS            | Koblenz – Bad Zurzach – Tunnel Nordumfahrung – Kaiserstuhl – Kantonsgrenze ( Zürich)                                                                         | 18         |
| K204   |              | HVS            | Oftringen – Zofingen (Wiggertalstrasse) | 3.9        |
| K207   | 266          | HVS            | Aarau – Aarebrücke (Kettenbrücke) | 0.6        |
| K208   | 286          | LVS            | Aarau – Unterentfelden – Schöftland | 9.4        |
| K209   | H5           | HVS            | Aarau – | 1.7        |
| K210   |              | RVS            | Aarau – Buchs | 2.5        |
| K233   | 255          | HVS/RVS        | Zofingen – Wiggerbrücke – Strengelbach – Vordemwald – Kantonsgrenze ( Bern)                                                                                  | 12.3       |
| K234   |              | HVS            | Oftringen | 1.5        |
| K235   | H1           | HVS            | Rothrist – Oftringen – Safenwil – Kölliken – Suhr – | 21.1       |
| K236   | 285          | RVS/LVS        | Schöftland – Kölliken | 3.9        |
| K237   | 285          | RVS            | Schöftland – Böhler (Passübergang) – Unterkulm | 7.3        |
| K238   | H5           | HVS            | Aarau (Sauerländertunnel, Tellirain, Schachenstrasse) – Kantonsgrenze ( Solothurn)                                                                           | 2.7        |
| K242   | H23          | HVS            | Aarau – Suhr – Gränichen – Unterkulm – Menziken – Schwerzenbach – Kantonsgrenze ( Luzern)                                                                    | 23.5       |
| K243   | 536          | HVS/RVS        | Aarau – Erlinsbach – Kantonsgrenze ( Solothurn) – Erlinsbach – Kantonsgrenze ( Solothurn) – Salhöhe – Kantonsgrenze ( Solothurn)                             | 6.9        |
| K244   | H5           | RVS            | – Aarau-Rohr – Rupperswil – Wildegg | 6.5        |
| K245   | 288          | HVS            | Rupperswil – | 1.5        |
| K246   | 288          | HVS            | Hunzenschwil – Seon | 4.2        |
| K247   | 288          | HVS            | Suhr – Hunzenschwil – Angelraintunnel (Kernumfahrung) – Lenzburg                                                                                             | 8.8        |
| K248   | H26          | RVS            | Lenzburg – Wildegg | 3.1        |
| K249   | H26          | HVS            | Lenzburg – Seon – Beinwil am See – Kantonsgrenze ( Luzern)                                                                                                   | 16.6       |
| K250   |              | RVS            | Teufenthal – Hallwil | 5.3        |
| K251   | 291          | RVS            | Boniswil – Seengen – Meisterschwanden | 6.9        |
| K252   | 298          | HVS            | Wohlen – Villmergen – Sarmenstorf – Fahrwangen – Kantonsgrenze ( Luzern)                                                                                     | 9.9        |
| K253   | 290          | HVS            | Reinach – Beinwil am See | 2.0        |
| K260   | 296          | HVS/RVS        | Bremgarten – Birri – Sins | 20.6       |
| K261   |              | HVS/LVS/LVSred | ( Luzern) Kantonsgrenze – Schlatt – Geltwil – Muri – Birri – Reussbrücke – Kantonsgrenze ( Zürich)                                                           | 11.0       |
| K262   |              | RVS            | Bremgarten – Unterlunkhofen – Jonen – Kantonsgrenze ( Zürich)                                                                                                | 9.1        |
| K263   |              | HVS            | Zufikon – Sädelstrasse-Tunnel – Oberwil-Lieli – Tunnel Umfahrung Oberwil-Lieli – Kantonsgrenze ( Zürich)                                                     | 4.6        |
| K265   |              | RVS            | Anglikon – Wohlen | 1.5        |
| K266   | 280          | RVS            | Othmarsingen – Dottikon – Wohlen | 7.7        |
| K267   | H279         | HVS            | Lenzburg – Mägenwil | 3.2        |
| K268   | H279         | HVS            | Baden – Dättwil – Mellingen – Reussbrücke – Mägenwil | 13.1       |
| K269   | 296          | RVS            | Mellingen – Birr | 4.6        |
| K270   | 296          | HVS            | Mellingen – Bremgarten | 8.2        |
| K271   | 281          | RVS            | Fislisbach – Bremgarten | 10.6       |
| K272   | 296.1        | HVS            | Gebenstorf – Birmenstorf – / – Dättwil | 5.8        |
| K273   | 278          | HVS            | Baden – Wettingen – Limmatbrücke – / | 2.3        |
| K274   | H3           | HVS            | Neuenhof – Spreitenbach – Kantonsgrenze ( Zürich) | 6.7        |
| K275   | 295          | HVS            | Baden – Wettingen – Würenlos – Kantonsgrenze ( Zürich) | 6.9        |
| K276   |              | HVS            | Spreitenbach – / | 1.0        |
| K282   | H279 · H17   | HVS            | Baden – Ennetbaden – Unterehrendingen | 5.1        |
| K283   |              | LVSred         | Schneisingen – Siglistorf – Kaiserstuhl | 8.3        |
| K284   | H17          | RVS            | Döttingen – Endingen – Unterehrendingen – Schneisingen – Kantonsgrenze ( Zürich) Surbtalstrasse                                                              | 13.2       |
| K285   | H17          | RVS            | Döttingen – Aarebrücke – Leuggern – Leibstadt | 8.1        |
| K286   | 295.1 295.4  | HVS/RVS/LVS    | Würenlingen – Tegerfelden – Bad Zurzach (Ostumfahrung NK286 mit Tunnel) – (Rheinbrücke) – Landesgrenze ( Deutschland – L 162)                                | 12.6       |
| K287   | 277          | RVS            | Etzgen – Gansingen – Bürersteig – Remigen – Stilli | 14.2       |
| K291   | 275          | HVS            | Rheinfelden – | 1.1        |
| K292   | 275          | HVS            | Kaiseraugst – (zu Landesgrenze Deutschland – ) – Rheinfelden – Stein – – Frick –                                                                             | 27.0       |
| K293   | H7           | HVS/LVS        | Stein – Sisseln – Kaisten | 6.0        |
| K294   |              | HVS            | Stein – Rheinbrücke (Fridolinsbrücke) – Landesgrenze ( Deutschland – )                                                                                       | 0.2        |
| K295   |              | HVS            | Sisseln – – Eiken (Laufenburgerstrasse) | 2.3        |
| K296   |              | RVS            | Eiken – Schupfart – Wegenstetten – Kantonsgrenze ( Basel-Landschaft)                                                                                         | 8.9        |
| K301   | 268          | RVS            | Murgenthal – Aarebrücke – Kantonsgrenze ( Solothurn) | 0.2        |
| K302   |              | LVSred         | Murgenthal – Glashütten | 2.9        |
| K303   |              | LVSred         | Glashütten – Balzenwil | 3.5        |
| K304   |              | LVSred         | Sennhof – Kantonsgrenze ( Luzern) | 2.5        |
| K305   |              | LVS            | ( Luzern) Kantonsgrenze – Liebigen – Kantonsgrenze ( Luzern)                                                                                                 | 2.4        |
| K306   |              | LVS            | Strengelbach – Brittnau | 4.4        |
| K307   |              | LVS            | Zofingen – Brittnau | 2.5        |
| K308   |              | LVS            | Vordemwald – Pfaffnerenbrücke Gländ – Rothrist | 3.5        |
| K309   |              | LVS            | Rothrist (Rössliweg) | 0.7        |
| K310   |              | RVS            | Aarburg (Hofmattstrasse, Bahnhofstrasse, Damm, Aarebrücke) – Kantonsgrenze ( Solothurn)                                                                      | 1.2        |
| K311   |              | LVSred         | Oftringen | 0.2        |
| K315   |              | LVS            | Zofingen – Mühlethal – Uerkheim | 7.3        |
| K316   |              | LVSred         | Zofingen – Bottenwil – Wittwil | 8.0        |
| K317   |              | LVS/LVSred     | Holziken – Bottenwil – Kantonsgrenze ( Luzern) | 5.9        |
| K319   |              | RVS            | Kölliken – Kantonsgrenze ( Solothurn) | 1.2        |
| K320   | 285.1        | HVS/LVS        | Kölliken – Muhen | 2.5        |
| K322   | 285.2        | LVS            | Holziken | 1.2        |
| K323   |              | LVS            | Hirschthal – Holziken | 0.8        |
| K324   |              | LVS/LVSred     | Reitnau – Moosersafgi – Wiliberg | 6.5        |
| K325   | 287          | LVS/LVSred     | Schöftland – Staffelbach – Reitnau – Kantonsgrenze ( Luzern)                                                                                                 | 7.2        |
| K326   |              | LVS            | Attelwil – Moosleerau | 1.9        |
| K327   | 287          | LVS            | Staffelbach – Kirchleerau | 1.5        |
| K330   |              | LVS/LVSred     | Schöftland – Schlossrued – Schmiedrued – Rehhag – ( Luzern)                                                                                                  | 10.6       |
| K331   |              | LVSred         | Rehhag – Kantonsgrenze ( Luzern) | 0.5        |
| K332   |              | LVBS/LVSred    | Zetzwil – Gontenschwil – Kantonsgrenze ( Luzern) | 5.1        |
| K333   |              | LVS            | Gontenschwil – Reinach | 2.8        |
| K335   |              | LVSred         | Burg | 1.0        |
| K336   |              | LVS            | Menziken – Burg – Kantonsgrenze ( Luzern) | 2.7        |
| K337   |              | LVSred         | Menziken – Kantonsgrenze ( Luzern) | 1.0        |
| K338   |              | LVSred         | Reinach – Birrwil | 3.6        |
| K339   |              | LVSred         | Dürrenäsch – Birrwil | 5.5        |
| K340   |              | LVSred         | Zetzwil – Leutwil | 3.4        |
| K341   |              | LVS            | Leutwil – Boniswil | 1.9        |
| K344   |              | LVSred         | Aettenschwil – Kantonsgrenze ( Luzern) | 3.8        |
| K345   |              | LVSred         | Oberrüti – Abtwil | 4.0        |
| K346   |              | LVS/LVSred     | Sins – Abtwil – Kantonsgrenze ( Luzern) | 4.6        |
| K347   |              | LVS            | Abtwil – Kantonsgrenze ( Luzern) | 0.9        |
| K348   |              | LVSred         | Auw – Abtwil | 4.5        |
| K349   |              | LVSred         | Mühlau – Reussbrücke – Kantonsgrenze ( Zug) | 0.4        |
| K350   |              | LVSred         | Mühlau – Beinwil im Freiamt – Brunnwil | 7.1        |
| K351   |              | LVS            | Beinwil im Freiamt – Benzenschwil | 1.7        |
| K352   |              | LVS            | Benzenschwil – Merenschwand | 2.2        |
| K353   |              | LVS            | Merenschwand – Rickenbach – Reussbrücke – Kantonsgrenze ( Zürich)                                                                                            | 2.1        |
| K354   |              | LVSred         | Auw – Beinwil im Freiamt | 3.1        |
| K357   |              | LVS            | Muri – Althäusern | 2.6        |
| K358   |              | LVS            | Rottenschwil – Reussbrücke – Unterlunkhofen | 2.6        |
| K359   |              | LVS/LVSred     | Boswil – Bünzen – Besenbüren | 4.2        |
| K360   |              | LVSred         | Bünzen – Staffeln | 3.1        |
| K361   |              | LVS            | Staffeln – Waltenschwil | 2.6        |
| K362   |              | LVS/LVSred     | Wohlen – Waltenschwil – Bünzen | 6.1        |
| K363   |              | LVS            | Wohlen – Büttikon | 2.8        |
| K364   |              | LVS/LVSred     | Sarmenstorf – Büttikon – Waltenschwil | 4.8        |
| K365   |              | LVS/LVSred     | Boswil – Uezwil | 5.3        |
| K366   |              | LVSred         | Büttikon – Villmergen | 2.7        |
| K367   |              | LVS            | Waltenschwil – Boswil | 1.2        |
| K368   |              | LVSred         | Buttwil – Kantonsgrenze ( Luzern) | 0.8        |
| K369   |              | LVS/LVSred     | Fahrwangen – Bettwil – Buttwil | 8.2        |
| K370   | 292          | RVS            | Meisterschwanden – Fahrwangen (Bahnhofstrasse) | 1.1        |
| K373   |              | LVS            | Sarmenstorf – Seengen | 4.1        |
| K374   |              | LVS            | Seengen – Egliswil – Ammerswil – Lenzburg | 9.0        |
| K375   |              | LVS            | Seon – Egliswil | 2.7        |
| K376   |              | LVS            | Ammerswil – Hendschiken | 2.2        |
| K377   |              | LVSred         | Villmergen – Dintikon – Ammerswil | 4.1        |
| K378   |              | LVS            | Villmergen | 1.2        |
| K379   |              | LVS            | Lenzburg – Schafisheim | 2.1        |
| K380   | 288.1        | HVS            | Hunzenschwil | 1.2        |
| K383   |              | RVS            | Wohlen – Niederwil | 2.8        |
| K384   |              | LVS/LVSred     | Hägglingen – Niederwil | 5.1        |
| K385   |              | LVS/LVSred     | Dottikon – Tägerig | 5.8        |
| K387   | 280.2        | RVS/LVS        | Dottikon – Dintikon | 2.1        |
| K388   |              | LVS            | Dottikon – Hendschiken | 2.7        |
| K389   |              | LVSred         | Hendschiken | 0.9        |
| K390   |              | LVS            | Othmarsingen – Hendschiken | 1.6        |
| K393   |              | LVS            | Niederlenz – Möriken | 1.6        |
| K394   |              | LVS            | Wildegg – Brunegg | 3.8        |
| K395   |              | LVS            | Othmarsingen – Birr | 4.0        |
| K397   |              | LVS            | Birrhard – Flugplatz Birrfeld | 1.7        |
| K398   |              | LVS            | Birr | 1.7        |
| K399   |              | RVS/LVS        | Schinznach – Mülligen | 7.2        |
| K400   |              | LVS/LVSred     | Windisch – Birrhard | 7.2        |
| K401   |              | LVS/LVSred     | Brugg – Windisch – Habsburg – Scherz | 5.5        |
| K405   |              | LVSred         | Jonen – Kantonsgrenze ( Zürich) |            |
| K406   |              | LVS            | Oberlunkhofen – Arni – Kantonsgrenze ( Zürich) |            |
| K407   |              | LVS            | Arni – Kantonsgrenze ( Zürich) |            |
| K408   |              | LVSred         | Arni – Kantonsgrenze ( Zürich) |            |
| K411   | 282          | HVS/LVS        | Fislisbach – Mutschellen – Unterlunkhofen |            |
| K412   |              | LVS            | Widen – Bergdietikon – Kantonsgrenze ( Zürich) |            |
| K413   |              | RVS            | Niederwil – Gnadenthal – Reussbrücke – Stetten |            |
| K414   |              | LVS            | Mellingen – Künten |            |
| K415   |              | RVS/LVS        | Stetten – Oberrohrdorf – Niederrohrdorf |            |
| K417   |              | LVSred         | Mellingen – Niederrohrdorf |            |
| K418   |              | LVS            | Fislisbach – Birmenstorf |            |
| K420   |              | LVS            | Mülligen – Reussbrücke – Birmenstorf |            |
| K423   |              | LVS            | Würenlos – Kantonsgrenze ( Zürich) |            |
| K425   |              | HVS            | Wettingen (Alberich Zwyssig-Strasse) |            |
| K427   |              | LVS            | Obersiggenthal – Lengnau |            |
| K428   |              | LVS            | Freienwil – Oberehrendingen |            |
| K429   |              | LVS            | Fisibach – Kantonsgrenze ( Zürich) |            |
| K430   |              | LVS            | Kaiserstuhl – Rheinbrücke – Landesgrenze ( Deutschland – L 161)                                                                                              |            |
| K431   |              | RVS            | Wislikofen – Siglistorf |            |
| K432   |              | LVS            | Rekingen – Baldingen |            |
| K433   |              | LVS            | Baldingen – Böbikon |            |
| K434   | 295.2        | LVS            | Endingen – Würenlingen |            |
| K435   |              | LVSred         | Würenlingen |            |
| K437   |              | LVSred         | Mellikon |            |
| K438   | 296.1        | HVS/RVS        | Lauffohr – Aarebrücke – Turgi |            |
| K439   |              | HVS            | Turgi (Widenstichstrasse) |            |
| K440   | 296.1        | HVS            | Turgi – Gebenstorf |            |
| K441   |              | LVSred         | Villigen – Stilli |            |
| K442   |              | LVS            | Stilli–Villigen – Böttstein – Leuggern |            |
| K443   |              | LVSred         | Villigen – Hottwil |            |
| K444   |              | LVSred         | Mettau – Hottwil – Bürersteig – Mönthal |            |
| K445   |              | LVS/LVSred     | Leuggern – Mandach |            |
| K446   |              | LVSred         | Böttstein – Mandach |            |
| K447   |              | LVS            | Böttstein – Kleindöttingen |            |
| K448   |              | LVS            | Leuggern – Felsenau |            |
| K449   |              | LVS/LVSred     | Reuenthal – Strick |            |
| K450   |              | LVS            | Full – Reuenthal |            |
| K454   |              | LVS/LVSred     | Riniken – Rüfenach |            |
| K455   |              | LVS/LVSred     | Umiken – Remigen |            |
| K456   |              | LVS            | Remigen – Rheinsulz |            |
| K457   |              | LVSred         | Ueberthal – Neustalden (Bözbergpass) |            |
| K458   |              | LVSred         | Oberbözberg |            |
| K460   |              | LVS/LVSred     | Bözen – Sulzerloch |            |
| K461   |              | HVS            | Laufenburg – Neue Rheinbrücke (Hochrheinbrücke) – Landesgrenze ( Deutschland – L 151a)                                                                       |            |
| K462   |              | RVS/LVS        | Frick – Laufenburg |            |
| K463   |              | RVS            | Kaisten |            |
| K464   |              | LVSred         | Kaisten – Ittenthal |            |
| K465   |              | LVSred         | Oeschgen |            |
| K469   |              | LVS            | Rohr |            |
| K470   |              | HVS/LVS/LVSred | Aarau – Biberstein – Auenstein |            |
| K471   |              | LVS/LVSred     | Rupperswil – Aarebrücke – Auenstein – Veltheim – Oberflachs                                                                                                  |            |
| K472   |              | LVS            | Wildegg – Aarebrücke – Auenstein |            |
| K473   |              | LVS            | Veltheim – Aarebrücke – Schinznach-Bad |            |
| K474   |              | LVS/LVSred     | Umiken – Schinznach-Dorf – Staffelegg |            |
| K478   |              | LVSred         | Neustalden – Linn |            |
| K479   |              | LVSred         | Neustalden – Gallenkirch |            |
| K480   |              | HVS/LVS/LVSred | Elfingen – Zeihen – Ueken |            |
| K482   |              | LVSred         | Zeihen – Hornussen |            |
| K486   |              | LVSred         | Salhöhe – Klinik Barmelweid |            |
| K487   |              | LVS            | Wittnau – Benkerjoch – Küttigen |            |
| K488   | 276          | RVS/LVS/LVSred | Frick – Wittnau – Kantonsgrenze ( Basel-Landschaft) |            |
| K489   |              | LVSred         | Wittnau – Kantonsgrenze ( Basel-Landschaft) |            |
| K491   |              | LVS            | Schupfart – Mumpf |            |
| K492   |              | LVS/LVSred     | Wallbach |            |
| K493   |              | LVSred         | Zeiningen |            |
| K494   |              | LVS            | Wegenstetten – Zeiningen – Möhlin |            |
| K495   |              | LVS            | Möhlin |            |
| K496   |              | LVSred         | Magden – Kantonsgrenze ( Basel-Landschaft) |            |
| K497   | 541          | RVS            | Magden – (Rheinfelden-Ost) |            |
| K498   |              | LVS/LVSred     | Kaiseraugst – Basel-Landschaft – Olsberg – Magden |            |